# Peggy Stern (Musikerin)
Margaret Peggy Stern (* 22. September 1948 in Philadelphia) ist eine US-amerikanische Jazz-Pianistin und Keyboarderin.
Peggy Stern studierte Klavier an der Eastman School of Music, erlangte 1968 den Bachelor und studierte danach bis 1970 am New England Conservatory of Music. In den frühen 1980er Jahren begann sie ihre Karriere als Jazzmusikerin, arbeitete im Oktett von Julian Priester und mit Richie Cole; außerdem spielte sie in dieser Zeit in R&B Gruppen und mit Latin Music-Ensembles. Anfang der 1990er Jahre arbeitete Stern mit Lee Konitz und dem Gitarristen Vic Juris (Lunasea, 1992). In dieser Zeit begann sie auch mit eigenen Formationen zu arbeiten; 1993 entstand ihr erstes Album Pleiades mit dem Bassisten Ben Allison und dem Schlagzeuger Jeff Williams. An ihren späteren Alben wirkten Sue Terry, Thomas Chapin, Harvie Swartz und Bobby Previte mit.
Stern unterrichtete von 1981 bis 1989 am Cornish Institute in Seattle und von 1991 am SUNY-Purchase.
Nach Cook/Morton verarbeitet Stern in ihrem Pianospiel Einflüsse von Lennie Tristano mit Elementen afrikanischer, jüdischer und lateinamerikanischer Musik.

## Diskographische Hinweise
- Pleiades (Philology, 1993)
- The Fuchsia (Koch Records, 1997) mit Thomas Chapin, Drew Gress, Bobby Previte
- Room Enough (Koch, 1999) mit Harvie Swartz
- Actual Size (Koch, 2000) mit Art Baron, Bernard Purdie
- Estrella Trio (2006)
- Z Octet (Estrella Productions, 2016)